# Kate Caithness
Kate Caithness (Inchbare, Escocia, 8 de septiembre de 1945) es una jugadora escocesa de curling y desde 2010 presidenta de la Federación Mundial de Curling. Es también la primera mujer que ha presidido una federación internacional de Juegos Olímpicos de Invierno.

## Carrera
Caithness empezó jugando en los años 80 en el Real Caledonian Club de Curling. De 1997 a 1998, fue presidenta de la sección femenina del club y más tarde representó a la Federación Mundial de Curling. En la Federación Mundial, Caithness promovió el curling en silla de ruedas apoyando para se que convirtiera en un deporte Paralímpico en 2006 en Turin.
Caithness formó parte del International Paralympic Committee’s Sports Council Management Committee de 2005 a 2009, y del Comité Paralímpico de Juegos de 2006 a 2009.
En 2006, Caithness fue elegida vicepresidenta y en 2010 Presidenta de la Federación Mundial de Curling convirtiéndose en la primera mujer que presidiendo la Federación Mundial de Curling y la primera mujer que preside una federación internacional de Juegos Olímpicos de Invierno. En septiembre de 2014 fue reelegida, su mandato expira en 2018.
De 2010 a 2012 perteneció a la Comisión de Programas del Comité Olímpico Internacional.

## Premios y reconocimientos
- El 29 de diciembre de 2012 Kate Caithness recibió la distinción de la Orden del Imperio Británico por sus servicios en el curling y en el deporte internacional de personas discapacitadas. Fue presentado por Su Majestad la Reina Isabel II en una ceremonia en Edinburgo.
- En 2017 fue distinguida como profesora Honoraria por la Universidad Deportiva de Beijing.[6]